# Pré-Saint-Martin
Pré-Saint-Martin é uma comuna francesa na região administrativa do Centro, no departamento Eure-et-Loir. Estende-se por uma área de 7,18 km². Em 2010 a comuna tinha 209 habitantes (densidade: 29,1 hab./km²).